# 约斯格伦德
约斯格伦德是德国黑森州的一个市镇。总面积50.61平方公里，总人口3581人，其中男性1862人，女性1719人（2011年12月31日），人口密度71人/平方公里。